# General of the Armies

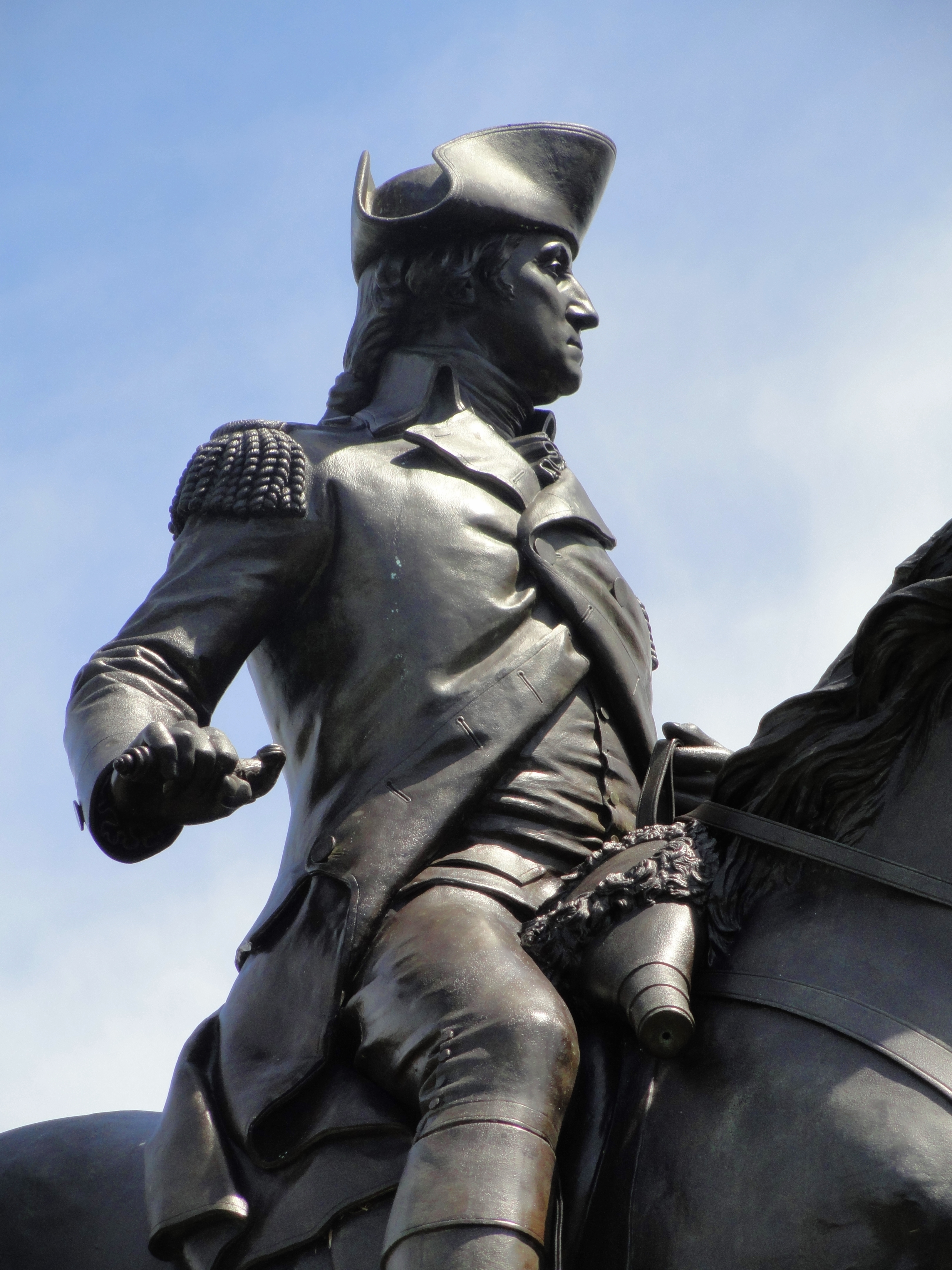
Staty föreställande George Washington i Boston Public Garden

General of the Armies är den högsta officersgraden i USA:s armé. Graden har endast innehafts av två personer genom tiderna:
- George Washington (postumt)
- John Pershing

Den fullständiga titeln är "General of the Armies of the United States". Motsvarigheten i flottan är Admiral of the Navy.
Den amerikanska kongressen beslutade 3 mars 1799 att befälhavaren för USA:s armé skulle ha titeln General of the Armies of the United States. Denna post var avsedd för George Washington, som sedan 1798 var generallöjtnant. Washington avled dock utan att ha blivit utnämnd. Vid två tillfällen återinfördes samma ämbete, som endast fick ha en innehavare samtidigt, dels 1866 med titeln General of the Army of the United States och dels 1919 med den ursprungliga titeln. 1866 var gradbeteckningen fyra stjärnor och John Pershing, som 1917 utnämnts till fyrstjärnig general, valde 1919 att bära fyra stjärnor. I ett reglemente (Army Regulation 600-15) från januari 1945 bestämdes att de tre högsta graderna inom US Army skulle vara General of the Armies, General of the Army (december 1944) och general. 
Kongressen beslutade (Public Law 94-479) att från 4 juli 1976 postumt tilldela George Washington titeln General of the Armies of the United States. Samtidigt bestämdes att Washington för all framtid skulle rankas som nummer ett inom US Army.